# 6403-as mellékút (Magyarország)
A 6403-as számú mellékút egy közel tíz kilométer hosszú, négy számjegyű mellékút Somogy vármegye déli részén. Siójut és Ádánd településeket kapcsolja össze Siófokkal és a 65-ös főúttal.

## Nyomvonala
A 6401-es útból ágazik ki, annak majdnem pontosan a tizedik kilométere előtt, Balatonszabadi Siómaros településrészének nyugati szélén. Sió utca néven indul dél-délnyugati irányban, alig több mint fél kilométer után áthalad a Sió fölött és egyben átlép Siójut területére. 700 méter után már ez utóbbi község házai között halad, Kossuth Lajos utca néven, közben keletnek fordul, így hagyja el a község belterületét, 1,3 kilométer után.
Közben az út fokozatosan délkeleti irányba térül, 2,7 kilométer után pedig átlép Ádánd területére, ahol már teljesen ezt az irányt követi. Berzsenyi Dániel utca, majd Kossuth Lajos utca néven húzódik a település lakott területein, majd a központban, 4,2 kilométer előtt egy körforgalomba ér: dél felé onnan egy önkormányzati út indul ki Szabadhídvég és Pélpuszta felé, illetve a község déli része irányába, az út pedig nyugatnak folytatódik, Árpád utca néven.
6,1 kilométer után keresztezi a MÁV 35-ös számú Kaposvár–Siófok-vasútvonalát, a község belterületének nyugati szélén, előtte pár lépéssel kiágazik észak felé a 64 308-as út a vasútvonal Ádánd vasútállomása felé. 7,8 kilométer után lépi át az út Ságvár határát, a kisváros lakott területét pedig 8,8 kilométer után éri el, ahol az Ádándi utca nevet viseli. A 65-ös főútba torkollva ér véget, pár lépéssel annak 76. kilométere után.
Teljes hossza, az országos közutak térképes nyilvántartását szolgáló kira.gov.hu adatbázisa szerint 9,696 kilométer.

## Települések az út mentén
- Balatonszabadi-Siómaros
- Siójut
- Ádánd
- Ságvár